# Critério SMART
O Critério SMART é um conjunto de critérios para conduzir a definição de metas e objetivos em diversas áreas, como gestão de projetos e avaliação de desempenho pessoal e profissional. Na sua versão mais comum, a sigla é um acrônimo das palavras em inglês Specific, Measurable, Achievable, Relevant e Time-bound, usualmente traduzido para o português como Específico, Mensurável, Alcançável, Relevante e Temporal, no entanto, o inventor do termo o apresentou de uma forma diferente e as letras tentem a possuir significados diferentes para autores distintos.

## História
A edição de novembro de 1981 da revista Management Review continha um artigo escrito por George T. Doran chamado "There's a S.M.A.R.T. way to write management's goals and objectives" (lit. "Existe uma forma SMART (INTELIGENTE) de escrever metas e objetivos de gestão"). Ele discute a importância de estabelecer objetivos e a dificuldade de definí-los.
De forma ideal, todo objetivo de uma empresa, departamento ou time deveria ser:
- Específico – focar em uma área ou assunto específico para desenvolvimento.
- Atribuível – especificar quem irá fazer.
- Mensurável – quantificar ou, pelo menos, sugerir um indicador de progresso.
- Realista – considerar resultados que podem ser atingidos de forma realista, dados os recursos disponíveis.
- Relacionado ao Tempo – especificar até quando o(s) resultado(s) podem ser alcançados.

Note que esses critérios não determinam que todos os objetivos precisam ser quantificados em todos os níveis de gestão. Em certas situações, não é realista tentar quantificar, particularmente em posições de gestão intermediárias. Empresas e gestores podem perder o benefício de um objetivo mais abstrato em busca de ganhar quantificação. É a combinação do objetivo com seu plano de ação que é realmente importante. Portanto, gestores devem focar nessa combinação e não apenas no objetivo.Original (em inglês): There's a S.M.A.R.T. way to write management's goals and objectives— George T. Doran (em inglês)

## Definições atuais
Cada letra da palavra SMART faz referência a diferentes critérios para avaliar objetivos. Existe alguma variação no uso, mas os critérios tipicamente aceitos são:
| Letra | Uso mais comum                                    | Uso alternativo |
| ----- | ------------------------------------------------- | --- |
| S.    | Específico                                        | "Estratégico e específico" |
| M.    | Mensurável                                        | Motivante |
| A.    | Alcançável (tradução de achievable ou attainable) | Atribuível (definição original), Acordado, Orientado a ações, Ambíguo, Alinhado com metas corporativas, "Acordado, atingível e alcançável" |
| R.    | Relevante                                         | Realista, Dotado de recursos, Razoável, "Realista e Dotado de recursos", Baseado em Resultados                                             |
| T.    | Temporal (tradução de Time-bound ou Time-limited) | Rastreável, Baseado no Tempo, Orientado ao tempo, Limitado ao tempo e custo, Oportuno, Sensível ao tempo, Com prazo, Testável              |

Escolher certas combinações dessas letras pode causar duplicidade, como "Alcançável" e "Realista", por exemplo. O termo "Acordado" é frequentemente utilizado em situações em que a apreciação/aprovação de partes interessadas é um fenômeno desejável.